# Dovhalivka, Mirhorod
Dovhalivka (în ucraineană Довгалівка) este un sat în comuna Homuteț din raionul Mirhorod, regiunea Poltava, Ucraina.

## Demografie
Componența lingvistică a localității Dovhalivka
     Ucraineană (96,7%)
     Rusă (3,3%)
Conform recensământului din 2001, majoritatea populației localității Dovhalivka era vorbitoare de ucraineană (96,7%), existând în minoritate și vorbitori de rusă (3,3%).